# Unión Democrática de Húngaros en Rumania
La Unión Democrática de Húngaros en Rumanía (en húngaro: Romániai Magyar Demokrata Szövetség, RMDSz; en rumano: Uniunea Democrată Maghiară din România, UDMR) es la principal organización política que representa a los húngaros étnicos de Rumanía.
Organizada oficialmente como una alianza política (no como partido), el UDMR actúa, sin embargo, como uno de los principales partidos de Rumania. Desde 1996 el UDMR ha sido miembro o simpatizante de casi todos los gobiernos rumanos, a excepción de algunos períodos: un año entre 2008 y 2009, casi dos años entre abril de 2012 y febrero de 2014, y un breve período entre finales de 2023 y junio de 2025, cuando volvió a formar parte de una coalición gubernamental (PSD–PNL–USR–UDMR).

## Resultados

### Elecciones legislativas
| Elecciones | Cámara de Diputados | Cámara de Diputados | Cámara de Diputados | Senado    | Senado | Senado   | Posición | Estado                         |
| Elecciones | Votos               | %                   | Asientos            | Votos     | %      | Asientos | Posición | Estado                         |
| ---------- | ------------------- | ------------------- | ------------------- | --------- | ------ | -------- | -------- | ------------------------------ |
| 1990       | 991.601             | 7,23                | 29/395              | 1.004.353 | 7,20   | 12/119   | 2º       | Oposición                      |
| 1992       | 809.653             | 7,47                | 27/341              | 830.193   | 7,60   | 12/143   | 5º       | Oposición                      |
| 1996       | 812.628             | 6,64                | 25/343              | 837.760   | 6,82   | 11/143   | 4º       | Gobierno                       |
| 2000       | 736.863             | 6,80                | 27/345              | 751.310   | 6,90   | 12/140   | 5º       | Apoyo parlamentario            |
| 2004       | 628.125             | 6,17                | 22/332              | 637.109   | 6,22   | 10/137   | 4º       | Gobierno                       |
| 2008       | 425.008             | 6,20                | 22/334              | 440.449   | 6,39   | 9/137    | 4º       | Oposición                      |
| 2012       | 380.656             | 5,14                | 18/412              | 388.528   | 5,24   | 9/176    | 4º       | Oposición                      |
| 2016       | 435.969             | 6,19                | 21/329              | 440.409   | 6,24   | 9/136    | 4º       | Apoyo parlamentario            |
| 2020       | 339.030             | 5,74                | 21/329              | 348.262   | 5,89   | 9/136    | 5º       | Gobierno (hasta 2023)          |
| 2024       | 355.428             | 5,92                | 22/331              | 362.890   | 6,04   | 10/134   | 5º       | Gobierno (desde junio de 2025) |

### Elecciones europeas
| Elecciones | Votos   | % de votos | Escaños | Posición |
| ---------- | ------- | ---------- | ------- | -------- |
| 2007       | 282.929 | 5,52       | 2/35    | 5.º      |
| 2009       | 431.739 | 8,92       | 3/33    | 4.º      |
| 2014       | 350.689 | 6,29       | 2/32    | 5.º      |
| 2019       | 476.777 | 5,26       | 2/32    | 6.º      |
| 2024       | 579.177 | 6,48       | 2/33    | 4.º      |

## Participación en el gobierno
El UDMR ha formado parte de diversas coaliciones gubernamentales a lo largo de su historia. Tras las elecciones de 2020, el partido formó parte del gobierno de coalición junto con el Partido Nacional Liberal (PNL) y la alianza USR PLUS. Sin embargo, a finales de 2023, el UDMR salió de la coalición gubernamental debido a desacuerdos políticos.
Tras las elecciones legislativas de 2024, inicialmente el UDMR quedó fuera del gobierno. No obstante, en junio de 2025, el partido regresó al gobierno al unirse a una nueva coalición conformada por el Partido Socialdemócrata (PSD), el Partido Nacional Liberal (PNL) y la Unión Salvad Rumania (USR). En esta nueva coalición gubernamental (PSD–PNL–USR–UDMR), el UDMR obtuvo importantes ministerios, incluyendo Agricultura, Desarrollo y Medio Ambiente, lo que reflejó su relevancia continua en la política rumana pese a representar a una minoría étnica.
La inclusión del UDMR en este gobierno de coalición amplía fue vista como un paso importante para la representación de la minoría húngara en Rumania y para la estabilidad política del país, en un momento de desafíos económicos y geopolíticos para la región.